# Pratapgarh (Uttar Pradesh)
Pratapgarh (o Pratapgarh City) è una suddivisione dell'India, classificata come nagar panchayat, di 12.339 abitanti, capoluogo del distretto di Pratapgarh, nello stato federato dell'Uttar Pradesh. In base al numero di abitanti la città rientra nella classe IV (da 10.000 a 19.999 persone).

## Geografia fisica
La città è situata a 25° 53' 60 N e 81° 57' 0 E e ha un'altitudine di 79 m s.l.m..

## Transport
From Pratapgarh you can easily get vehicles to go to the following places like- Allahabad, Sultanpur, Jaunpur, Varanasi, Raebareli, [[Lucknow] ]], Capital Delhi,Faizabad, Ambedkar Nagar, Chitrakoot, Kaushambi, Bhadohi , Gonda, Mirzapur, Basti, Bahraich, Gorakhpur etc.
Highway
1. Prayagraj Faizabad National Highway-96
2. Lucknow Varanasi Highway-31
3. Delhupur Raniganj Patti Akbarpur Marg-SH128
4. Pratapgarh Jagdishpur National Highway 931
5. Bypass Pratapgarh National Highway 31

(The bypass originating from Arjunpur village located near Rampur Tiai of Lalganj tehsil will cross the Prayagraj-Faizabad highway near Jethwara police station and join the highway at Chirakutty Bazaar ahead of Raniganj tehsil.)
under construction

## Società

### Evoluzione demografica
Al censimento del 2001 la popolazione di Pratapgarh assommava a 12.339 persone, delle quali 6.407 maschi e 5.932 femmine. I bambini di età inferiore o uguale ai sei anni assommavano a 2.212, dei quali 1.108 maschi e 1.104 femmine. Infine, coloro che erano in grado di saper almeno leggere e scrivere erano 6.380, dei quali 3.979 maschi e 2.401 femmine.